# شاپرک کوکا
شاپرک کوکا (نام علمی: Eloria noyesi) نام یک گونه از راسته پروانه‌سانان است.